# Pycnophyllum aristatum
Pycnophyllum aristatum är en nejlikväxtart som beskrevs av Johannes Mattfeld. Pycnophyllum aristatum ingår i släktet Pycnophyllum och familjen nejlikväxter. Inga underarter finns listade i Catalogue of Life.